# Cambuslang
Cambuslang (gälisch: Camas Lang) ist eine Vorstadt etwa zehn Kilometer südöstlich vom Stadtzentrum von Glasgow in South Lanarkshire, Schottland. Cambuslang befindet sich südlich des River Clyde.
Der Ort wurde früher als „das größte Dorf in Schottland“ bezeichnet, weil es mit mehr als 17.000 Einwohnern keinen eigenen Stadtrat hatte. 1996 wurde der Ort zu South Lanarkshire eingemeindet. Mittlerweile hat Cambuslang 27.004 Einwohner.

## Persönlichkeiten
- Kenny Campbell (1892–1977), Fußballspieler
- Midge Ure (* 1953), Gitarrist und Singer-Songwriter